# Hannah Ryggen
Hannah Ryggen, nacida Hannah Jönsson (Malmö, 21 de marzo de 1894 - Trondheim, 2 de febrero de 1970) fue una artista textil noruega nacida en Suecia. Autodidacta, trabajó en un telar de pie construido por su marido, el pintor Hans Ryggen. Vivió en una granja en un fiordo noruego y teñía sus hilos con plantas locales.

## Carrera profesional
Ryggen fue una pacifista que se suscribió a revistas feministas e izquierdistas escandinavas. Participó activamente en el Partido Comunista Noruego y en los movimientos obreros internacionales. Siguió de cerca el auge del fascismo en Europa y realizó obras artísticas en respuesta directa a él.
Según la comisaria Marta Kuzma, aunque Ryggen "compartía una afinidad con Käthe Kollwitz, que también seleccionó como narrativa el desorden social, espiritual y político de su tiempo, Ryggen obvió la tendencia de Kollwitz a redactar figuras alegóricas (como Black Anna) y en su lugar identificó a los individuos históricos que forjaron, instalaron y permitieron el régimen totalitario en aquellos años: Mussolini, Hitler, Göring, Quisling, Churchill y el escritor noruego Knut Hamsun".
Su tapiz de 1935 'Etiopía' (Etiopía) surgió por la invasión de Mussolini al país africano, en la segunda guerra italo-etíope. Se expuso en el Pabellón de Noruega de la Exposición Universal de París de 1937, junto al Guernica de Pablo Picasso (1937) en el Pabellón de España. Etiopía también se mostró en 1939 en la Feria Mundial de Nueva York, pero había una tela que cubría la parte de la escena donde se veía una lanza que atravesaba la cabeza de Mussolini.
En 1936 tejió un tapiz llamado 'Hitlerteppet' (La alfombra de Hitler), con dos figuras decapitadas arrodilladas ante una cruz flotante, y uno llamado 'Drømmedød' (Muerte de los sueños) que representa a prisioneros y asesinos nazis en un campo de concentración.
Ryggen creó alrededor de cien grandes tapices en su vida. Siguiendo las tradiciones formales de las artes textiles populares noruegas de los siglos XVII y XVIII, sus obras combinan elementos figurativos y abstractos.
Su 'Henders bruk' de 1949 fue la primera obra de arte textil adquirida por la Galería Nacional de Noruega.
Veintiocho de sus obras se mostraron en una exposición individual en el Moderna Museet de Estocolmo en 1962, y fue la primera artista noruega representada en la Bienal de Venecia en 1964. En 2012, una selección de sus trabajos tejidos se incluyó en dOCUMENTA (13) en Kassel.

## Exposiciones
- Moderna Museet, Stockholm (1962)[8]
- Venice Biennial (1964)[8]
- Kunsthall Oslo (2011)[9]
- documenta (13) (2012)[10]
- Nasjonalgalleriet. "Hannah Ryggen. Verden i veven" (2015)[11]
- Modern Art Oxford Hannah Ryggen: Woven Histories (2017)[12]
- Schirn Kunsthalle Frankfurt (2019)[13]

## Trabajos
- "Petter Dass" (1940)

## Colecciones
- County Museum of Gävleborg, Gävle, Sweden[14]
- National Museum, Oslo, Norway[2]
- National Museum of Decorative Arts and Design, Trondheim, Trondheim, Norway[15]

## Otras fuentes
- Næss, Inga Elisabeth. "Hannah Ryggen". In Helle, Knut. Norsk biografisk leksikon (en noruego). Oslo: Kunnskapsforlaget. Consultado 18 de octubre de 2014.
- Opstad, Jan-Lauritz. "Hannah Ryggen". In Godal, Anne Marit. Store norske leksikon (en noruego)). Oslo: Norsk nettleksikon. Consultado 18 de octubre de 2014.

## Otras lecturas
- Hannah Ryggen at Svenskt kvinnobiografiskt lexikon